# 想いあふれて (アントニオ・カルロス・ジョビンの曲)
「想いあふれて」（おもいあふれて、ポルトガル語: Chega de Saudade、英語: No More Blues）は、最初のボサノヴァの歌曲とされる。「イパネマの娘」などと同じくアントニオ・カルロス・ジョビンが作曲しヴィニシウス・ヂ・モライスが作詞した。

## 概要
最初に録音されたのは1957年のことで、ブラジルの女性歌手エリゼッチ・カルドーゾのアルバム Canção do Amor Demais （1958年）の収録曲であった。この時はほとんど注目を浴びなかったが、その際にヴィオランで伴奏を務めたジョアン・ジルベルトが録音しシングルとして発表するとヒットとなり、ボサノヴァというジャンルをラテン音楽の中で確固たるものにした。その後、ジルベルトの初めてのアルバム『想いあふれて (Chega de Saudade)』にも収録された。
標題は大まかに「もう憧れは十分だ」と訳すことができるが、ポルトガル語の「サウダージ」は、単なる「憧れ」以上に複雑な意味を持つ。心から強く結びついている対象への激しい渇望を含意しており、快感をもたらす薬が切れたときの禁断症状に近い。「サウダージ」のもう一つの良い例えとしては、強烈なホームシック（郷愁）であろう。「Chega de」はこの場合、「もう十分だ」「これ以上はいらない」といった意味で、英語の口語表現では "enough with..." や "enough already" が近い意味合いを持つ。
曲の形式としてはしては68小節からなり、短調の32小節のあと同主調の長調が36小節続く（例えば、カルドーゾ版ではニ短調からニ長調に転調する）。
ジャズ・ミュージシャンなど英語圏の音楽家が取り上げる際には主に英語題の "No More Blues" が使われる。英語詞はジョン・ヘンドリックスとジェシー・キャヴァノー（実は音楽出版社経営者のハワード・リッチモンドの筆名）による。 

## 評価
ジョアン・ジルベルト版は2000年にグラミーの殿堂に選ばれた。1年後に、ジルベルトのアルバム『想いあふれて』がラテン・グラミーの殿堂における最初の選出作品の一つとなった。
ローリング・ストーン誌ブラジル版による2009年の「ブラジル音楽の偉大な100曲」で6位。

## カヴァー
作曲者のジョビンは1963年発表のインストゥルメンタル・アルバム『イパネマの娘』（原題：The Composer of Desafinado, Plays）のほか、1995年に一般発売されたキャリアの集大成的アルバム Inédito などに収録している。
最初にヒットさせたジョアン・ジルベルトは、スタジオ盤としてはカエターノ・ヴェローゾのプロデュースで2000年に発表した『ジョアン 声とギター』で再録している。
ジャズ・ミュージシャンらブラジル国外によるものを中心に主なカヴァーを挙げる。
- クインシー・ジョーンズ - 『ソウル・ボサ・ノヴァ』（1962年）
- ディジー・ガレスピー - Dizzy on the French Riviera （1962年）[4]
- スタン・ゲッツ - Big Band Bossa Nova（1962年）[5]
- ヨーヨー・マ - Obrigado Brazil （2003年）
- ゲイリー・バートン - The Time Machine（1966年）、Alone at Last（1972年）
- トニーニョ・オルタ - From Ton To Tom（2000年）
- ジョー・ヘンダーソン - 『ダブル・レインボウ：ジョビンに捧ぐ』（1994年）
- ハイ・ローズ - 『ハプン・トゥ・ボサ・ノヴァ』（1963年）[6]
- カーメン・マクレエ 1982年モントルー・ジャズ・フェスティバルでのライブ [7]
- イリアーヌ・イリアス 複数回録音している。『私の中の風と海と空』 - Fantasia （1992年）、『ザ・スリー・アメリカズ』 - The Three Americas （1997年）、Brazilian Classics （1998年）[8]